# Disco Duck
Disco Duck è un singolo dei Rick Dees & His Cast Of Idiots del 1976.

## Composizione
Dees scrisse Disco Duck in un solo giorno quando lavorava a Memphis come disc jockey. La novelty song trae ispirazione da The Duck di Jackie Lee, presenta i tipici arrangiamenti orchestrali tipici della disco music ed è cantata da Rick Dees e un suo amico di nome Ken Pruitt (e non da Clarence Nash come in molti credono), che imita il timbro vocale del personaggio Disney Paperino. Disco Duck narra la storia di un uomo che va in una discoteca e, a causa della sua goffaggine, si mette a ballare in modo simile a una papera. Involontariamente, egli si mette al centro dell'attenzione e tutti i presenti iniziano a ballare come lui.

## Registrazione e pubblicazione
Stando alle parole dell'artista, egli impiegò tre mesi per convincere un'etichetta a pubblicare la sua canzone. La traccia Disco Duck venne inizialmente incisa per la prima volta nel 1976 dall'etichetta di Memphis Fretone, che apparteneva a Estelle Axton, e in un secondo momento dalla RSO, che distribuì il singolo in tutti gli USA e all'estero. Il brano è anche presente nell'album omonimo del 1977 dei Rick Dees & His Cast of Idiots con il titolo Disco Duck (Part I Vocal).

## Accoglienza e impatto culturale
Disco Duck godette di un breve ma intenso successo negli Stati Uniti. Raggiunse infatti il primo posto della Billboard Hot 100 il 16 ottobre 1976 mantenendo tale posizione per una settimana. Nelle quattro settimane seguenti rimase al secondo posto, per poi restare nelle posizioni più basse della top 10 per dieci settimane.
Nel 1977 la canzone valse a Dees il riconoscimento People's Choice Award for Favorite New Song.
Il cantante fittizio Irwin the Disco Duck, che appare in una serie di dischi per bambini della Peter Pan Records, è ispirato al singolo di Dees.

## Formazione
- Rick Dees – voce
- Ken Pruitt – voce, arrangiamenti
- L. Snell – produzione
- M.Blumberg – produzione
- Bobby Manuel – produzione

## Tracce
1. Disco Duck (Part I) – 3:15
2. Disco Duck (Part II) (Instrumental) – 3:06 (B. Manuel, L. Snell, M. Blumberg)

Durata totale: 6:21